# Генндорф-ам-Валлерзее
Генндорф-ам-Валлерзе —  містечко та громада в австрійській землі Зальцбург. Містечко належить округу Зальцбург-Умгебунг. 
Генндорф-ам-Валлерзе на мапі округу та землі.

## Визначні особи
З Генндорфом пов'язане життя австрійського письменника Томаса Бернгарда.

## Виноски
1. ↑  www.henndorf.at. Архів оригіналу за 18 серпня 2016. Процитовано 29 червня 2013.